# Bridgeforth Stadium
Das Bridgeforth Stadium and Zane Showker Field ist ein College-Football-Stadion auf dem Campus der James Madison University (JMU) in Harrisonburg im US-Bundesstaat Virginia. Es ist das Heimatstadion des College-Football-Teams der James Madison Dukes. Das Bridgeforth Stadium hat 24.877 Sitzplätze und ist derzeit das größte Spielstätte in der Colonial Athletic Association (einer Conference von zehn Colleges an der US-Ostküste).

## Geschichte
Die Anlage hieß bei seinem Bau 1975 ursprünglich Madison Stadium und hatte eine Kapazität von ca. 5.200 Zuschauern. Es war zunächst als Mehrzweckstadion gedacht und wurde unter anderem für Leichtathletik, Lacrosse und Feldhockey genutzt. Zudem besaß es Sporthallen, mehrere Klassenzimmer, Büros für die verschiedenen Teams der JMU-Sportabteilung sowie Presseräume.
1981 wurde es zu JMU Stadium umbenannt. Zeitgleich wurde es auch seiner ersten größeren Erweiterung unterzogen, bei welcher durch den Einbau einer zweiten Sitzreihe die Kapazität auf 12.000 Zuschauer vergrößert wurde. Im Jahre 1990 erhielt das Stadion seinen heutigen Namen (Bridgeforth Stadium), nach William E. Bridgeforth, einem ehemaligen Mitglied des JMU Board of Visitors. Das Feld wurde 2003 auf den Namen des Patrons Zane Showker (dessen Name auch auf einem weiteren Neubau der JMU zu finden ist) getauft.
2006 wurde der bisher verwendete Kunstrasen der Marke AstroTurf durch den FieldTurf-Kunstrasen ersetzt.
Von Dezember 2009 an wurde das Stadion ein zweites Mal renoviert und erweitert. Dabei wurden die Westtribünen und die Kunststoffbahn entfernt und an ihrer Stelle ein doppelstöckiger Komplex errichtet. Diese Erweiterung wurde im August 2011 fertiggestellt und kostete ca. 62 Mio. US-Dollar. Dank der Bauarbeiten hat das Bridgeforth seine Kapazität auf 24.877 Sitzplätze erweitert, zusätzlich besitzt es nun verbesserte Beleuchtung, eine größere Videofläche und 17 neue Suiten.
Das erste Spiel in dem renovierten Stadion fand am 10. September 2011 statt. Hierbei besiegten die Dukes vor einem Publikum von ca. 25.000 Zuschauern die Central Connecticut Blue Devils 14:9.